# Evergreen (Mauro Nardi)
Evergreen è un album che contiene 18 brani interpretati dal cantante italiano Mauro Nardi pubblicato nel 2005.
Nell'album Nardi, pur essendo un cantante neomelodico napoletano, esegue alcuni dei più famosi brani della musica leggera italiana.

## Tracce
1. Io vagabondo – 3:35 (Alberto Salerno - Damiano Dattoli)
2. La lontananza – 3:48 (Domenico Modugno - Enrica Bonaccorti)
3. Settembre – 2:59 (Peppino Gagliardi)
4. L'italiano – 4:29 (Toto Cutugno)
5. E penso a te – 2:55 (Mogol - Lucio Battisti)
6. Bandiera gialla – 2:30 (Nisa - Testa - Kernfeld - Duboff)
7. Piccolo fiore – 4:14 (Romano)
8. Lungo tevere – 3:32 (Agrillo - Rocco - Iglio)
9. Il ballo di Simone – 2:31 (Elliot Chiprut - Ireff)
10. Il cuore è uno zingaro – 3:31 (Claudio Mattone - Franco Migliacci)
11. Caruso – 4:57 (Lucio Dalla)
12. Il mondo – 3:14 (Meccia - Fontana - Pes)
13. Soli – 3:46 (Toto Cutugno)
14. 'A canzuncella – 3:05 (Paolo Morelli)
15. L'immensità – 2:44 (Mogol - Don Backy - Mariano)
16. Notte di Natale
17. Volare – 4:07 (Franco Migliaccio - Claudio Mattone)
18. Che sarà – 3:37 (José Feliciano)